# Greenidea manii
Greenidea manii är en insektsart. Greenidea manii ingår i släktet Greenidea och familjen långrörsbladlöss. Inga underarter finns listade i Catalogue of Life.